# Dendrobates nubeculosus
Dendrobates nubeculosus — вид жаб родини Дереволазові (Dendrobatidae). Отруйна амфібія.

## Поширення
Ендемік Гаяни. Цей вид відомий тільки з одного зразка, який знайдений на висоті близько 7 м над рівнем моря поблизу Rockstone уздовж річки Ессекібо у регіоні Верхня Демерара-Бербіс на північному сході країни.

## Опис
D. nubeculosus — дрібна або середнього розміру отруйна жаба. Відомий голотип завдовжки 2,5 см. Тіло чорного та темно-коричневого забарвлення, з блакитними плямами неправильної форми на задній частині тіла. Ласти сині і чорний з боків, із чорною вентральною поверхнею.